# Abou Ishaq es-Sahéli
Abou Ishaq es-Sahéli ou Abu Es Haq Es Saheli, né en 1290 à Grenade en Andalousie musulmane et mort en 1346 à Tombouctou en Afrique, est un poète, diplomate et architecte du XIVe siècle.

## Biographie
En 1322, Abou Ishaq es-Sahéli est expulsé de Grenade du fait d'une vie d'excès et de bohème. Il part alors pour Le Caire, embarquant du port d'Almuñécar en passant par Damas, Bagdad, le Yémen et La Mecque. Il se passionne alors pour l'architecture égyptienne. En 1324, lors de son pèlerinage à La Mecque, Abou Ishaq es-Sahéli rencontre l'empereur du Mandé Mansa Moussa et l'accompagne pour son voyage retour. L'empereur le charge alors, en 1325, de construire la mosquée Djingareyber de Tombouctou et celle de Gao. Lui est ainsi souvent attribué l'origine de l'architecture soudanaise.
En 1337, il devient émissaire du Mansa Moussa à Fès.

## Réalisations
- Mosquée Djingareyber de Tombouctou classée au Patrimoine mondial de l'UNESCO.
- Mosquée Kankou Moussa de Gao (aujourd'hui site archéologique).